# Офицер
 За шахматната фигура вижте Офицер (шахмат).  
Офицерът е лице от командния състав на армията, полицията, пожарната, жандармерията, службите за сигурност и други.

## Етимология
Произлиза от рус. офицер, пол. oficer, нем. Offizier, от фр. officier, което от средновековен латински officiarius по лат. officium „служба“.